# Muthukadahalli, Chik Ballapur
Muthukadahalli là một làng thuộc tehsil Chik Ballapur, huyện Kolar, bang Karnataka, Ấn Độ.